# Франтішек Палацький
Франтішек Палацький нерідко іменується «батьком чеської історіографії», його найвищим досягненням є дослідження «Історія народу чеського в Чехії та Моравії» у 5 томах (німецьке видання - 1836-1976, чеське видання - 1848-1876). Як історик належав до панівного на той час романтичного напрямку.
Палацький був першим завідувач історичного відділу Національного музею (1818-1841), від 1827 року за його ініціативою заклад почав друкувати наукові публікації чеською мовою.
Палацький є одним із творців і палких прихильників концепції австрославізму, учасник Революції 1848—1849 років.

## Біографія

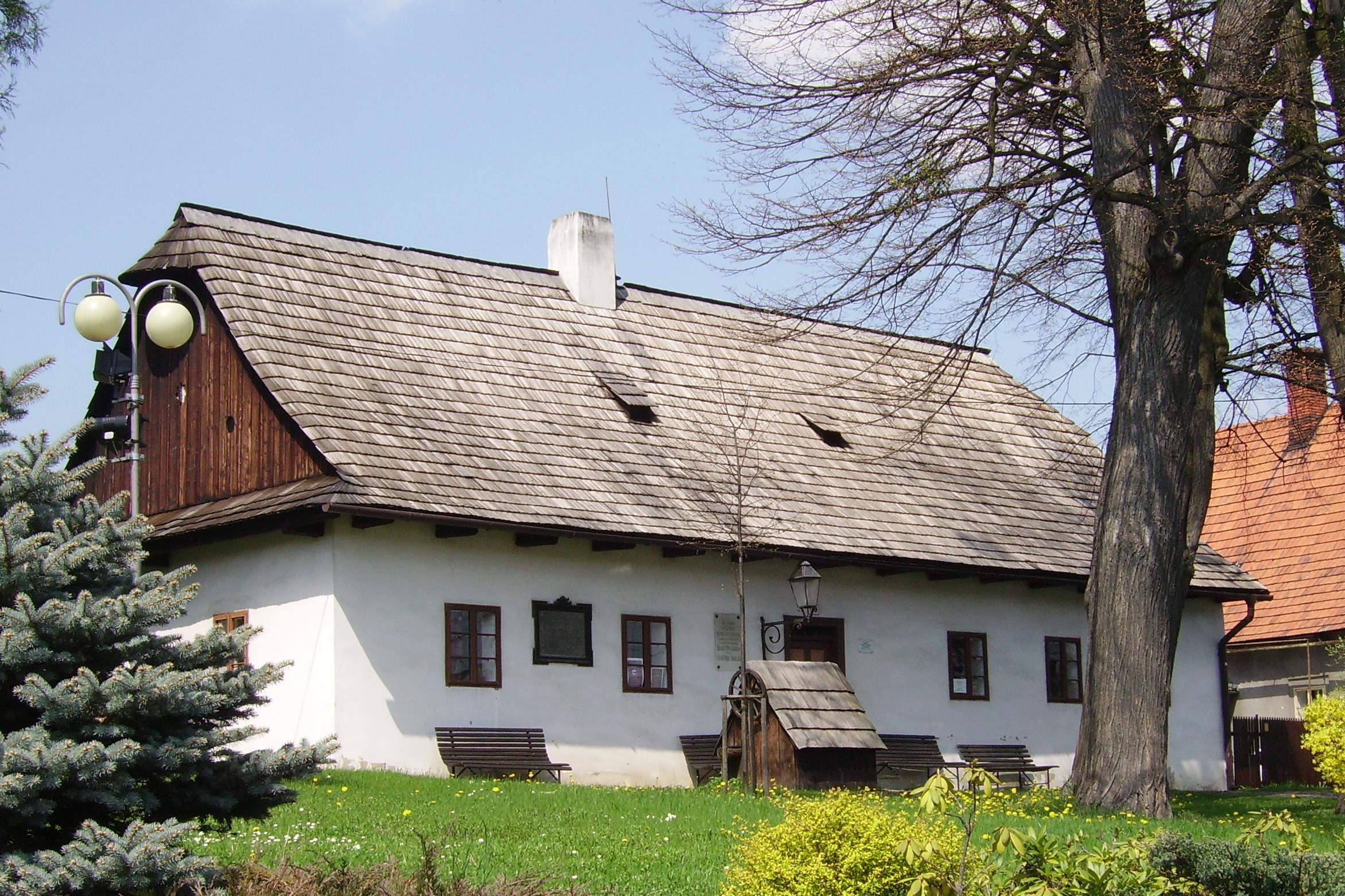
Будинок у Годславицях, де народився Палацький

Франтішек Палацький народився 14 червня 1798 року в моравському містечку Годславицях (Годславіце) у сім'ї вчителя.
Навчався у Пресбурзі (тепер Братислава) та Відні. Спершу готував себе до священицької (євангелічної віри) кар'єри), але захопився літературою та філософією (надто Кантом). Національне чеське відродження, яке щойно почалося, захопило його; особливо сильне враження на Палацького, як і на його друга Шафарика, справила «Розмова про чеську мову» (чеськ. Rozmlouvání o jazyce českém) Юнгмана, що значною мірою визначила напрямки подальшої діяльності обох.
Писати Франтішек Палацький почав ще під час перебування в євангелічній семінарії в Пресбурзі, але привернув на себе увагу лише в 1817 році перекладом чеською мовою декількох пісень з Оссіана, а наступного року (1818) книжкою, складеною разом із Павлом Шафариком за участі Юнгмана Počátkowé Českého básnjctwj obwzlásstě prozodye, у якій піддавалось критиці вчення Добровського про чеську просодію. Власне Палацький разом з Шафариком стали авторами програми відродження чеської національної культури та науки.
У 1823 році Франтішек Палацький оселився в Празі. Жив приватними уроками, потому влаштувався архіваріусом графів Штернбергів, на замовлення яких написав історію їхнього роду.
1827 року Палацький став засновником і редактором (до 1838 року) першого чеського наукового часопису «Часопис товариства патріотичного музею в Чехії», в якому друкувалися праці з історії та культури не лише чехів, а й інших слов'янських народів, в тому числі в українців.
У тому ж 1827 році чеські чини запропонували Палацькому взяти на себе продовження викладення історії Чехії, започаткованого Пубічкою (Chronologische Geschichte Böhmens, Прага, 6 т., 1770-1808, доведеної до Фердинанда II). Учений у відповідь запропонував своє, більш обсяжне, бачення й науковий підхід до історії чеських земель, який було прийнято. Відтак Палацького обрали історіографом Чехії (1829), хоча офіційно у цьому званні затвердили лише за 10 років.
Учений у пошуках історичних першоджерел для написання масштабної історичної розвідки здійснив декілька закордонних відряджень, зібрав велику кількість матеріалу, надрукував низку попередніх розвідок. Відтак, 1836 року з'явився спершу німецькою, а 1848-го (рік Весни народів) чеською 1-й том його праці, що до кінця життя історика була доведена до 1526 року (посмертне видання, з біографією автора, написаною Калоуском, вийшло друком у 5 т.т. у Празі, 1877-1878: Dějiny narodu českého v Čechách a v Morave).
У 1840-х роках Франтішек Палацький став одним з авторів програми австрославізму, яка стала лозунгом чеських буржуазно-ліберальних кіл під час революції 1848-1849 років в Австрії. Як видний представник національної партії, Палацький був членом франкфуртського попереднього парламенту, де висловився проти централістських устремлінь німців, проти представництва Богемії в імперському парламенті, за федерацію; був також членом тимчасового уряду. Міністерство Піллерсдорфа двічі пропонувало йому посаду, намагаючись перетягнути на свій бік національну партію Богемії, але Палацький двічі відкидав пропозиції. Натомість Палацький головував на Слов'янському Конгресі у Празі в червні 1848 року.
З кінця 1840-х і до початку 1860-х років Франтішек Палацький був депутатом австрійського рейхстагу та чеського сейму. Після свавільного закриття сейму в Кромержижі Палацький, який для влади став неблагонадійним, змушений був залишити політичну ниву й присвятити себе знову виключно науковій роботі. Став членом Геттінгенської академії наук.
У 1860 році нова Конституція створювала передумови для відновлення політичного життя в Богемії, і Палацький, як визнаний лідер чеського національного руху, знову зайнявся політикою. З кінця 1860-х років він - лідер старочехів, що були правим крилом чеської національної партії.
У 1867 році Палацький очолював чеську делегацію на Слов'янському з'їзді в Москві.
До кінця життя Франтішек Палацький не переставав займатись науковими дослідженнями, виданням матеріалів з чеської та слов'янської історії. Він помер 26 травня 1876 року в Празі.
У 1918 році з'явився полк піхоти 3-ї дивізії чехословацьких легіонів у Росії, названий «Полком Франтішека Палацькі».

## Праці
Політичні праці:
- Idea státu Rakouské no (1865; нім. Oesterreichische Staatsidee, 1865);
- Sbirka spis ů w drobnych z oboru řečia literatury č ešké, krasow ědy, historie a politiky (3 т., 1871—73; Politisches Vermächtniss, Пр., 1872);
- Auswahl von Denkschriften, Aufsätzen u. Briefen aus den letzten 50 Jahren. Beitrag zur Zeitgeschichte (1874).

Історичні та історико-літературні праці, видання літописів:
- Staři letopisové ćeški (1829);
- Würdigung der alten böhmischen Geschichtsschreiber (1830, нове вид. 1869);
- Synchronistische Uebersicht der höchsten Würdentrager, Landes-und Hofbeamten in Böhmen (1832; чеськ. Přehled saučasny neywyššich důstojoiků, a auřednjku zemskjch, dworských we králowstwj českém, 1832);
- J. Dobrowsky's Leben und gelehrtes Wirken (1833);
- Literarische Reise nach Italien im J. 1837 zur Aufsuchung von Quellen der böhmischen und mährischen Geschichie (1838);
- Archiv česky (1848—72, 6 т.);
- Ueber Formelbücher, zunächst in Bezug auf böhmische Geschichte (1843—47, 2 вип.);
- Die Vorlaüfer des Hussitenthums in Böhmen (1846);
- Popis kràlowstw českého čile podrobné poznamenáni wšech dosawodnîch krajůw, panstwi, statkůw, měst (1848);
- Die Geschichte des Hussitenthums und Professor K. Höfler, Kritische Studien (1868);
- Dějiny doby husitské (2 т., 1871—72; нім. Urkundliche Beiträge zur. Geschichte d. Hussitenkrieges, 1872—74);
- Documenta Magistri Joannis Hus vitam, doctrinam, causam ets. illustrantia (1869);
- Zu böhmischen Geschichtschreibung (1861);
- Матеріали для біографії Палацького: в його кореспонденції — у Časopis (1879).

## Галерея

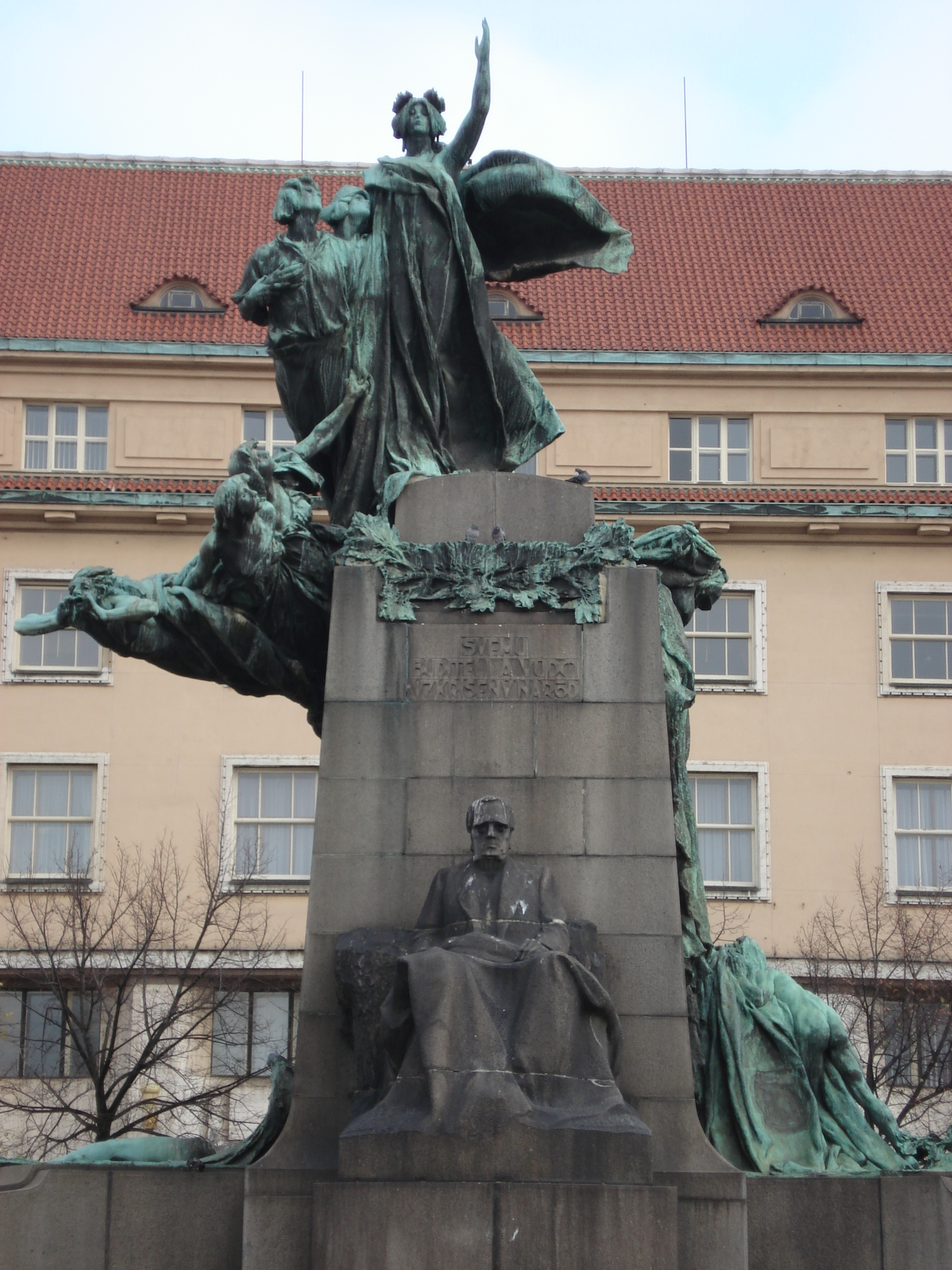
Пам'ятник Ф. Палацькому в Празі на однойменній площі
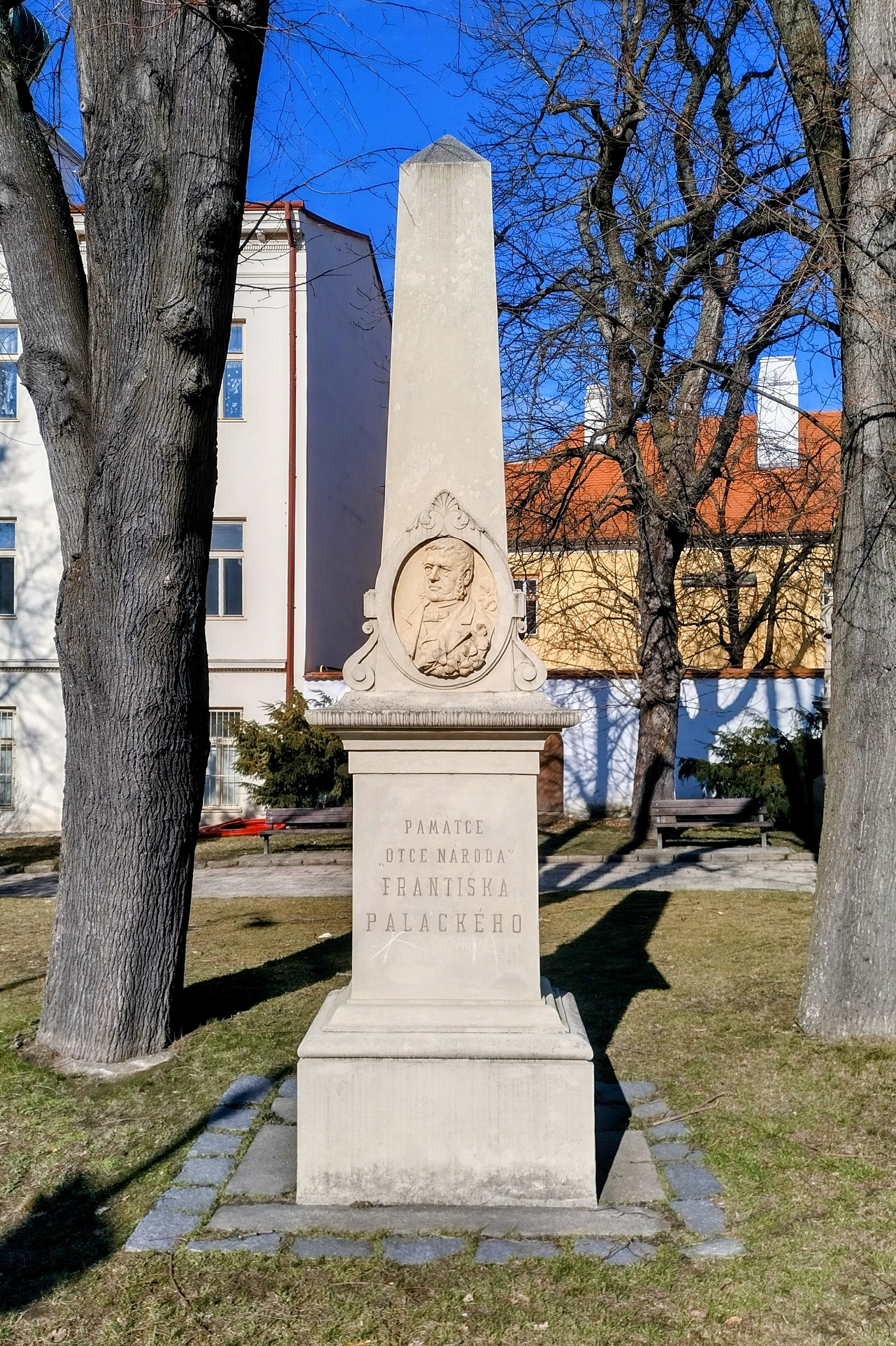
Пам'ятник Ф. Палацькому у Тршебичі